# 江鍾廉
江鍾廉（1556年—？），字介季，號寰維，四川順慶府南充縣人，明朝政治人物。

## 生平
萬曆十三年（1585年）乙酉科四川乡试第三名，萬曆十四年（1586年）丙戌科會試中式三百四十六名，第三甲第四十一名進士。工部觀政，本年六月授直隸吳江縣知縣。同年，将祭祀太湖神的太湖庙由醋坊桥移建至垂虹亭南。十六年十月調任直隶献县，因妻女死亡，哀痛辞官而去。十九年九月改任府学教授，因眼睛失明罢官。

## 轶事
《万历野获编》记载江鍾廉赴任献县不久，其妻女为鬼所杀害一事。

## 家族
曾祖江海□，貢士；祖江宗禹，貢士、主簿；父江橋（江儒），丁酉舉人、知縣；母陳氏。永感下，妻王氏，兄鍾奇（庠生）；鍾彥（廩生），弟鍾俊。